# 安藤桃子
安藤桃子（日语：／ Andō Momoko，1982年3月19日—），日本女電影導演、編劇，生於東京都，現居於高知市。

## 經歷
安藤桃子在高中時期曾經前往英國留學，就讀倫敦大學藝術學院。畢業後，在美國紐約大學進修，學習電影製作，期間並擔任導演的助手。
2010年，以的名義執導電影《碎片》，為個人導演出道作。翌年，出版小說《0.5mm》，開始涉獵作家範疇，並在2014年將此部小說翻拍成同名電影《0.5mm》，同時擔任編劇和導演，由妹妹安藤櫻主演，此作亦是姐妹首次合作，此片亦獲得報知電影獎最佳作品。

## 個人生活
- 父親是日本知名演員兼導演奥田瑛二，母親是散文作家安藤和津（日语：安藤和津），妹妹為知名演員安藤櫻，妹夫為演員柄本佑[4]。柄本和安藤兩家皆為演藝世家。
- 2014年3月14日，發表和圈外男性結婚的消息[5]。
- 2015年2月25日，安藤第一個孩子誕生，性別未公布。[6]
- 2018年5月，與丈夫離婚。

## 電影

### 執導
- 2010年：碎片（兼任編劇）
- 2014年：0.5mm（兼任編劇）

### 編劇
- 2006年：長い散歩

## 書籍
- 2010年：小說《0.5mm》
- 2014年：小說《カウンターイルミネーション》[7]

## 代言
- UNIQLO 外套系列「アウターは、あなただ」篇（2015年）─ 與安藤櫻

## 獎項
註：以下皆以「年度」計

### 獲獎
- 2010年法國Kiyotano電影節最佳影片（《碎片》）
- 2014年第39回報知電影獎最佳作品（《0.5mm》）
- 2014年第88回電影旬報十佳獎年度日本電影第二位（《0.5mm》）
- 2014年第69回每日電影獎最佳劇本（《0.5mm》）[8]
- 2014年第24回日本電影影評人大獎最佳作品（《0.5mm》）

### 提名
- 2014年第57回藍絲帶獎最佳作品（《0.5mm》）
- 2014年第27回日刊體育電影大獎最佳導演（《0.5mm》）
- 2014年第57回藍絲帶獎最佳導演（《0.5mm》）
- 2014年第88回電影旬報獎最佳導演（《0.5mm》）
- 2015年第17回日本編劇作家協會「菊島隆三賞」最佳劇本（《0.5mm》）

## 外部連結
- 安藤桃子的X（前Twitter）（日語）
- 安藤桃子在互联网电影资料库（IMDb）上的資料（英文）
- zero pictures （页面存档备份，存于）
- 安藤桃子allcinema （页面存档备份，存于）、
- MOMOKO ANDO BLOG